# Жак Льо Гоф
Жак Льо Гоф (на френски: Jacques Le Goff) е френски историк медиевист, един от най-ярките представители на Школата „Анали“.

## Биография
Роден е на 1 януари 1924 г. в Тулон.
Остава верен на концепцията за тоталната история, създадена от Люсиен Февър и Марк Блок. Първи директор на Висшето училище по социални науки (на френски: École des hautes études en sciences sociales) (от 1975 до 1977 г.).
Научен консултант е на филма „Името на розата“, екранизация на едноименния роман на Умберто Еко.
През ноември 1993 г. става почетен доктор на Варшавския университет, през април 1998 г. – на Карловия университет в Прага, а през октомври 2000 г. – на Университета в Павия.
Почетен доктор е също на Букурещкия университет, Будапещенския университет, Университета в Клуж, Еврейския университет в Йерусалим, Католическия университет в Лувен, Университета в Павия и Римския университет „Ла Сапиенца“.
Умира на 1 април 2014 г. в Париж.

## Научни интереси и позиции
Жак Льо Гоф е специалист по XIII век, автор на биографии на Свети Луи IX и на Франциск Асизки. Агностикът Льо Гоф заема неутрална позиция между религиозната апология и атеистичната критика на Средните векове. Той е привърженик на концепцията за Средновековието като особена цивилизация, различаваща се както от Античната, така и от Модерната.

## Публикации на български език
- Жак Льо Гоф. Интелектуалците през Средновековието. Превод от френски Мария Дракова. София: УИ „Климент Охридски“, 1993, 160 с.
- Жак Льо Гоф. Търговци и банкери през Средновековието. София: Одри, 1993, 128 с. (ISBN 954-9904-07-5)
- Жак Льо Гоф. „Бележки върху романа на Умберто Еко „Островът от вчера“. (Превод от френски Марта Ганчева). – „Литературен вестник“, год.VI, 18 – 24 септември 1996, бр. 28, с. 6.
- Жак Льо Гоф. „История“. (Превод от френски Олга Николчева.) – В: сб. Духът на Анали. София: Критика и хуманизъм, 1997.
- Жак Льо Гоф. „Съвременният прелом в паметта“. (Превод от френски Олга Николчева.) – В: сб. Духът на Анали. София: Критика и хуманизъм, 1997.
- Жак Льо Гоф. Въображаемият свят на Средновековието. (есета). Превод от френски Елка Русева. Научна редакция и предговор проф. д-р Елка Бакалова. Предговор на Жак Льо Гоф към българското издание. София: Агата-А, 1998, 408 с. (ISBN 954-540-011-0)[4]
- Жак Льо Гоф. Цивилизацията на средновековния Запад. Превод от френски Тереза Михайлова, Калина Тодорова, Мариана Стругарова. Научна редакция и предговор проф. д-р Иван Божилов. Консултанти проф. д-р Елка Бакалова, Валя Маслинкова. София: Агата-А, 1999, 624 с. (ISBN 954-540-010-2)
- Жак Льо Гоф. Европа, да се запознаем. София: Хемус, 2001, 96 с. (ISBN 954-428-209-2); 2-ро изд. София: Рива, 2007, 118 с. (ISBN 978-954-320-127-3)
- Жак Льо Гоф. Средновековието. Как да го обясним на децата. Превод от френски Виолета Йончева. София: Рива, 2007, 80 с. (ISBN 978-954-320-103-7)